# África do Sul nos Jogos Olímpicos de Inverno da Juventude de 2012
A África do Sul participou dos Jogos Olímpicos de Inverno da Juventude de 2012, realizados em Innsbruck, na Áustria. O país classificou apenas um atleta do esqui alpino masculino, que se tornou o primeiro negro a representar a África do Sul em todas as edições dos Jogos Olímpicos de Inverno.

## Esqui alpino
| Atleta        | Evento                   | Final     | Final     | Final   | Final |
| Atleta        | Evento                   | Descida 1 | Descida 2 | Total   | Pos.  |
| ------------- | ------------------------ | --------- | --------- | ------- | ----- |
| Sive Speelman | Slalom masculino         | 53.13     | 52.04     | 1:45.17 | 32    |
| Sive Speelman | Slalom gigante masculino | 1:08.96   | 1:03.25   | 2:12.21 | 35    |
| Sive Speelman | Super-G masculino        |           |           | 1:18.31 | 41    |
| Sive Speelman | Combinado masculino      | 1:18.22   | 58.10     | 2:16.32 | 33    |